# Baishatan
Baishatan (kinesiska: 白沙滩, 白沙滩镇) är en köping i Kina. Den ligger i provinsen Shandong, i den östra delen av landet, omkring 420 kilometer öster om provinshuvudstaden Jinan. Antalet invånare är 46 865. Befolkningen består av 24 346 kvinnor och 22 519 män. Barn under 15 år utgör 6,0 %, vuxna 15-64 år 78 %, och äldre över 65 år 15,0 %.
Baishatan är det största samhället i trakten. 
Genomsnittlig årsnederbörd är 743 millimeter. Den regnigaste månaden är juli, med i genomsnitt 206 mm nederbörd, och den torraste är februari, med 13 mm nederbörd.